# Selvstyre (Grönland)
Die Selvstyre (wörtlich etwa „Selbstverwaltung“) ist die seit 2009 vorliegende Regierungsform in Grönland. Sie markierte die zweite Stufe grönländischer Autonomie und ersetzte die 1979 eingeführte Hjemmestyre („Heimverwaltung“), durch die Grönland erstmals Autonomierechte zugestanden worden waren.
Im dänischen Sprachgebrauch bezeichnet der Begriff Selvstyre analog zum Begriff Hjemmestyre sowohl (üblicherweise in der unbestimmten Form „Selvstyre“) den Status Grönlands (bspw. Grønland har fået Selvstyre i 2009. „Grönland hat 2009 Selvstyre bekommen.“) als auch (üblicherweise in der bestimmten Form „Selvstyret“) die Regierung bzw. den grönländischen Staatsapparat und damit gewissermaßen Grönland selbst (bspw. Selvstyret har besluttet … „Die Selvstyret hat beschlossen …“).

## Vorgeschichte
Nachdem Grönland im Jahr 1979 die Hjemmestyre erhalten hatte, wurden Stück für Stück die im Gesetz genannten Verantwortungsbereiche nach Grönland übertragen. In den 1990er Jahren waren schließlich so gut wie alle Bereiche unter grönländischer Verwaltung. Es war von Anfang an der Plan, dass Grönland auch nach Einführung der Hjemmestyre noch weitere Kompetenzen erhalten sollte. Besonders umstritten war schon damals die Frage nach dem Recht an den grönländischen Ressourcen, die damals größtenteils zugunsten Dänemarks ausgefallen war. Daneben sollte die Grundlage für den Bloktilskud („Blockzuschuss“) revidiert werden, um Grönland einen besseren Weg in die wirtschaftliche Autarkie zu bereiten.

## Entstehung

### Grönländische Selvstyrekommission

#### Aufgaben
Nachdem Siumut und Inuit Ataqatigiit nach der Parlamentswahl 1999 eine Koalition eingegangen waren, einigte man sich auf die Inangriffnahme des nächsten Schritts und gründete etwa zum Jahreswechsel 1999/2000 die Selvstyrekommission. Im Vorjahr hatte die dänische Regierung unter Poul Nyrup Rasmussen schon ihre Unterstützung für die grönländischen Pläne ausgedrückt.
Sie erhielt offiziell sieben Aufgaben:
- Beschreibung der aktuellen verfassungsrechtlichen Lage Grönlands sowie Formulierung alternativer Modelle für eine Selvstyre
- Untersuchung für Möglichkeiten für mehr grönländische Kompetenzen in der Außen- und Verteidigungspolitik
- Nennung der Bereiche, die unter grönländischer, dänischer bzw. gemeinschaftlicher Verantwortung liegen
- Vorschläge für eine Entwicklung der wirtschaftlichen Lage Grönlands und Beurteilung des Bloktilskuds
- Untersuchung von Bedarf, Vorteilen und Nachteilen bei der Überführung übriger Verantwortungsbereiche nach Grönland
- Untersuchung und Erörterung von Möglichkeiten bei der grönländischen Teilhabe in der Souveränitätsausübung und Fischereiinspektion
- Vorschläge für eine gesetzliche Grundlage anhand von Modifikationen des Hjemmestyrelovens

#### Zusammensetzung
Die Kommission bestand aus ihren eigentlichen Mitgliedern, einem Sekretariat und zusätzlichen Beratern in den Arbeitsgruppen. Die neun Kommissionsmitglieder waren der Vorsitzende, vier von den vier im Parlament vertretenen Parteien ernannte Mitglieder und vier Personen mit besonderer Fachexpertise.
Folgende Personen gehörten der Kommission an:
- Jakob Janussen, Kommissionsvorsitzender
- Ole Dorph (von Dezember 2000 bis September 2001)
- Ane Hansen
- Marianne Jensen (bis Oktober 2000)
- Mogens Kleist
- Martha Labansen
- Finn Lynge
- Ole Aggu Markussen (ab Mai 2002)
- Johan Lund Olsen
- Mikael Petersen (bis Dezember 2002)
- Daniel Skifte

Dem Sekretariat gehörten folgende Personen an:
- Kuupik Kleist, Sekretariatschef (bis August 2001)
- Alfred Jakobsen, Sekretariatschef (ab März 2002)
- Keld Jensen, Fachsekretär
- Jørgen S. Søndergaard, Seniorberater
- Lars Vahl, Bürobevollmächtigter (ab Dezember 2001)
- Pauline K. Knudsen, Hilfskraft (bis Juni 2002)
- Ella Lynge, Assistentin (von Mai 2001 bis April 2002)
- Jakob Møller Lyberth, Fachsekretär (bis Dezember 2001)

Die Kommission hatte vier Arbeitsgruppen, denen teils weitere Mitglieder angehörten:
- Arbeitsgruppe bezüglich Wirtschaft und Erwerbsentwicklung
  - Martha Labansen, Vorsitzende
  - Anders Jonas Brøns, Direktor (bis Mai 2002)
  - Ane Hansen
  - Jakob Janussen
  - Daniel Skifte
  - Christen Sørensen, Professor (bis Mai 2002)
  - Gorm Winther, Professor (bis Mai 2002)
  - Keld Jensen, Fachsekretär
- Arbeitsgruppe bezüglich Außen- und Verteidigungspolitik
  - Finn Lynge, Vorsitzender
  - Marianne Jensen (bis Oktober 2002)
  - Olav Fagelund Knudsen, Professor
  - Ole Aggu Markussen (ab Mai 2002)
  - Johan Lund Olsen
  - Klaus Carsten Pedersen, Direktor
  - Jørgen S. Søndergaard, Fachsekretär
- Arbeitsgruppe bezüglich menschlicher Ressourcen
  - Mikael Petersen, Vorsitzender
  - Ane Hansen
  - Mogens Kleist
  - Jokum Møller, Berufsschulleiter
  - Lars Olsvig, Højskoleleiter
  - Gerhardt Petersen, Direktor
  - Keld Jensen, Fachsekretär
- Arbeitsgruppe bezüglich Gesetzgebungsfragen
  - Johan Lund Olsen, Vorsitzender
  - Guðmundur Alfreðsson, Professor
  - Frederik Harhoff, Professor
  - Jakob Janussen
  - Ole Aggu Markussen (ab Mai 2002)
  - Hanne Petersen, Professorin
  - Henriette Rasmussen
  - Jakob Møller Lyberth, Fachsekretär (bis Dezember 2001)
  - Alfred Jakobsen, Fachsekretär (ab März 2002)

#### Ergebnisse
Nach vierzehn Sitzungen, drei Konferenzen und zahlreichen Informationsveranstaltungen schloss die Kommission ihre Arbeit im Frühjahr 2003 ab. Dabei veröffentlichte die Kommission ein 630-seitiges Gutachten sowie eine 20-seitige Zusammenfassung.
Folgende Beschlüsse wurden gefasst:
- Ein Partnerschaftsabkommen zwischen Dänemark und Grönland soll die bisherige Hjemmestyre ablösen.
- Die Selvstyre soll (weiterhin) auf einer dreigeteilten Staatsgewalt basieren.
- Das grönländische Volk soll als Volk im Sinne des Völkerrechts anerkannt werden.
- Die grönländische Sprache soll die offizielle Sprache in Grönland sein.
- Das grönländische Volk soll das Recht an allen naturgegebenen Ressourcen in und um Grönland haben.
- Es sollen Voraussetzungen für eine autarke Wirtschaft geschaffen werden.
- Das Bildungsniveau soll deutlich verbessert werden.
- Das Hauptziel von Außenpolitik soll die Verbesserung der wirtschaftlichen Lage sein.
- Es soll eine gegenseitige Verhandlungspflicht zwischen Grönland und Dänemark bei außenpolitischen Fragen bestehen.

Im Herbst 2003 wurde die Kommissionsarbeit im Parlament debattiert, woraufhin die Gründung einer grönländisch-dänischen Kommission für die Fortführung der Arbeit beschlossen wurde.

### Grönländisch-Dänische Selvstyrekommission

#### Aufgaben
Die dänische Regierung sprach sich noch 2003 positiv über die gemeinsame Fortführung der Kommissionsarbeit aus. Die Arbeit an der Bildung einer grönländisch-dänischen Selvstyrekommission wurde im Januar 2004 begonnen und am 21. Juni 2004 unterschrieben der dänische Staatsminister Anders Fogh Rasmussen und der grönländische Regierungschef Hans Enoksen den Vertrag zur Bildung der Kommission.
Analog zur Hjemmestyrekommission in den 1970er Jahren sollte die grönländisch-dänische Selvstyrekommission die Arbeit der grönländischen Kommission konkretisieren. Sie sollte erarbeiten, wie Grönland zusätzliche Befugnisse innerhalb des verfassungsrechtlichen Rahmens erhalten kann. Dazu sollten konkrete Gesetzesvorschläge geschaffen werden. Schon anfangs war auf beiden Seiten klar, dass die Selvstyre der letzte Schritt vor der totalen Unabhängigkeit sein sollte.

#### Zusammensetzung
Es wurde viel Wert auf die Parität zwischen beiden Verhandlungspartnern gesetzt. Deswegen erhielten beide gleich viele Verhandlungsvertreter. Neben den eigentlichen Kommissionsmitgliedern wurden Beisitzer ausgewählt sowie ein Sekretariat. Folgende Personen gehörten anfangs der Kommission an:
- Kalistat Lund, Vorsitzender
- Christian Mejdahl, Vizevorsitzender
- Per Berthelsen, grönländischer Vertreter
- Lars-Emil Johansen, grönländischer Vertreter
- Kuupik Kleist, grönländischer Vertreter
- Aqqaluk Lynge, grönländischer Vertreter
- Jonathan Motzfeldt, grönländischer Vertreter
- Per Rosing-Petersen, grönländischer Vertreter
- Augusta Salling, grönländische Vertreterin
- Christian H. Hansen, dänischer Vertreter
- Frank Jensen, dänischer Vertreter
- Kristen Touborg Jensen, dänischer Vertreter
- Erik Larsen, dänischer Vertreter
- Niels Helveg Petersen, dänischer Vertreter
- Else Theill Sørensen, dänische Vertreterin
- Henrik Vestergaard, dänischer Vertreter
- Palle Frederiksen, grönländischer Beisitzer
- Guðmundur Alfreðsson, grönländischer Beisitzer
- Sten Frimodt Nielsen, dänischer Beisitzer
- Henrik Zahle, dänischer Beisitzer
- Jakob Janussen, grönländischer Sekretär
- Lisbeth Møller Jensen, grönländische Sekretärin
- Steen Ryd Larsen, dänischer Sekretär
- Anne Dannerfjord, dänische Sekretärin

Während der laufenden Arbeit kam es zu zahlreichen Änderungen in der Zusammensetzung: Wegen der Folketingswahl 2005 schieden Erik Larsen, Else Theill Sørensen und Henrik Vestergaard im Februar 2005 aus. Sie wurden ersetzt durch Line Barfod, Birthe Rønn Hornbech und Per Ørum Jørgensen. Von Februar 2005 bis Oktober 2006 diente Joakim Søndergaard Hansen als zusätzlicher Sekretär. Wegen der Parlamentswahl in Grönland 2005 schieden Kalistat Lund, Aqqaluk Lynge und Per Rosing-Petersen im Januar 2006 aus und wurden durch Anthon Frederiksen, Ruth Heilmann und Johan Lund Olsen ersetzt. Kalistat Lunds Nachfolger als Kommissionsvorsitzender wurde Jonathan Motzfeldt. Im Mai 2006 schied Palle Frederiksen aus und wurde durch Kaj Kleist ersetzt. Im Juni 2006 wurde Christian H. Hansen durch Søren Espersen abgelöst. Im Februar 2007 trat Søren Klit ins Sekretariat ein. Kaj Kleist wurde im Juni 2007 von seinem Sohn Mininnguaq Kleist abgelöst, übernahm den Posten aber bereits im September 2007 erneut. Im September 2007 übernahm Anne Kristine Axelsson den Sitz von Sten Frimodt Nielsen. Henrik Zahle starb im Sommer 2006 und wurde ab November 2006 von Jens Hartig Danielsen ersetzt. Im Januar 2008 wurde Birthe Rønn Hornbech durch Kim Andersen ersetzt, nachdem sie nach der Folketingswahl 2007 zur Ministerin ernannt worden war.
Erneut wurde die Kommission in verschiedene Arbeitsgruppen aufgeteilt, denen teils weitere externe Mitglieder angehörten. Folgende Personen waren bei Arbeitsende Mitglied der jeweiligen Arbeitsgruppen:
- Arbeitsgruppe bezüglich nichtlebender Ressourcen (September 2004 bis September 2005)
  - Kuupik Kleist, Vorsitzender
  - Per Berthelsen
  - Kristen Touborg Jensen
  - Christian H. Hansen
  - Jens-Birger Christophersen, Energieverwaltung
  - Hans Kristian Schønwandt, Rohstoffdirektorat
- Arbeitsgruppe bezüglich Wirtschaft und Erwerbsentwicklung (September 2004 bis April 2007)
  - Frank Jensen, Vorsitzender
  - Per Berthelsen
  - Søren Espersen
  - Ruth Heilmann
  - Kristen Touborg Jensen
  - Per Ørum Jørgensen
  - Kuupik Kleist
  - Augusta Salling
  - Peter Beck, Wirtschaftsdirektorat
  - Joakim Søndergaard Hansen, Finanzministerium
  - Søren Bo Nielsen, Copenhagen Business School
  - Expertengruppe bezüglich Rohstoffeinnahmen unter Jørn Skov Nielsen, Rohstoffdirektorat, und Ib Larsen, Energieverwaltung (Juni 2007 bis April 2008)
- Arbeitsgruppe bezüglich staats- und völkerrechtlicher Fragen (März 2005 bis Juni 2007 und Juni 2007 bis April 2008)
  - Lars-Emil Johansen, Vorsitzender
  - Kim Andersen (ab Januar 2008)
  - Line Barfod
  - Anthon Frederiksen
  - Birthe Rønn Hornbech (bis Januar 2008)
  - Mininnguaq Kleist
  - Johan Lund Olsen
  - Niels Helveg Petersen
  - Jens Hartig Danielsen, Aarhus Universitet
  - Guðmundur Alfreðsson, Lunds Universitet
  - Ole Hasselgaard, Justizministerium (ab Oktober 2007)
  - Tyge Lehmann, Außenministerium
  - Ole Spiermann, Københavns Universitet
  - Jørgen Steen Sørensen, Justizministerium (bis Oktober 2007)

#### Ergebnisse
Am 17. April 2008 veröffentlichte die Kommission nach zwölf Sitzungen in Grönland und Dänemark ihr Gutachten auf gut 600 Seiten. Es umfasste den Hintergrund für die Arbeit, eine Zusammenfassung der Arbeit, eine Bewertung der verfassungsrechtlichen Rahmenbedingungen sowie den eigentlichen Vorschlag zur Einführung der Selvstyre mit Fokus unter anderem auf der Übernahme weiterer Verantwortungsbereiche, der wirtschaftlichen Situation, Außenpolitik und der Ausgestaltung des finalen Schritts zur totalen grönländischen Unabhängigkeit. Anschließend folgten konkrete Gesetzesvorschläge und ein 300-seitiger Anhang. Genaueres zum Inhalt des Gutachtens wird weiter unten genannt.

### Weitere Entwicklung
Am 6. Mai 2008 wurde das Gutachten feierlich im Katuaq an Anders Fogh Rasmussen und Hans Enoksen übergeben. Bereits am 21. Mai beschloss das Inatsisartut die Durchführung eines Referendums bezüglichen der Umsetzung des Vorhabens. Dieses wurde am 25. November 2008 abgehalten. 76,2 % sprachen sich für die Einführung der Selvstyre aus, 23,8 % waren dagegen. 0,9 % der Stimmen waren ungültig und die Wahlbeteiligung lag bei 72,0 %.
Am 5. Februar 2009 wurde dem Folketing der Gesetzesvorschlag zum Selvstyreloven („Selvstyregesetz“) vorgelegt. Er entsprach mit wenigen kleinen Änderungen dem von der Kommission abgegebenen Vorschlag. Nach dreimonatiger Arbeit akzeptierte das Folketing das Gesetz am 19. Mai 2009. Sämtliche Parteien stimmten dafür bis auf die Dansk Folkeparti, die die Selvstyre ablehnte, weil sie nicht einverstanden war mit der Verteilung der Rohstoffeinkommen und der Möglichkeit, dass Grönland vollständig unabhängig werden könnte.
Am 21. Juni 2009, dem grönländischen Nationalfeiertag, trat das Gesetz in Kraft und Grönland erhielt die Selvstyre. Königin Margrethe II. überreichte das Gesetz dabei feierlich an Parlamentspräsident Josef Motzfeldt.

## Inhalt

### Selvstyreloven
Das Selvstyreloven mit der Nummer 473 besteht aus einer Präambel, neun Kapiteln und 29 Paragrafen, die im Folgenden nicht im Originalwortlaut wiedergegeben sind.
In der Präambel wird das grönländische Volk erstmals als ein eigenes Volk im Sinne des Völkerrechts anerkannt.
Das erste Kapitel umfasst lediglich einen Paragrafen. § 1 festigt die Dreiteilung der Macht, durch die die gesetzgebende Macht beim Inatsisartut liegt, die ausübende beim Naalakkersuisut und die urteilende bei den Gerichten.
Das zweite Kapitel umfasst drei Paragrafen und behandelt die Übernahme von Verantwortungsbereichen. Laut § 2 kann Grönland bestimmen, die im Anhang des Gesetzes genannten Bereiche zu übernehmen. Dabei können mit wenigen Ausnahmen nur ganze Bereiche und keine Teilbereiche übernommen werden. Die Liste der Bereiche ist in zwei Teile aufgeteilt, von denen laut § 3 bei Teil 1 Grönland alleine entscheiden darf, wann sie übernommen werden sollen, bei Teil 2 erst nach Absprache mit Dänemark. § 4 ermöglicht es, nach Verhandlungen auch nicht genannte Bereiche an Grönland zu überführen, sofern sie mit Grönland zu tun haben.
Das dritte Kapitel hat sechs Paragrafen und beschäftigt sich mit der wirtschaftlichen Relation zwischen Grönland und Dänemark. Laut § 5 bezahlt Dänemark jährlich einen Geldbetrag in Höhe von 3439,6 Mio. Kr. an Grönland, der nach 2009 jährlich an die Inflation angepasst wird. Er wird monatlich ausgezahlt, der Zeitpunkt kann aber in Absprache geändert werden. Gemäß § 6 kommt Grönland selbst für die Kosten der übernommenen Verantwortungsbereiche auf. § 7 behandelt die Einkommen aus der Rohstoffförderung. Diese fallen vollständig an Grönland, wobei in den vier Absätzen genauer definiert ist, um welche Gelder es sich handelt. Allerdings ist in § 8 beschlossen, dass sämtliche Umsätze aus Rohstoffaktivitäten, die über 75 Mio. Kr. liegen, zu 50 % vom Bloktilskud abgezogen werden, wobei diese Grenze ebenfalls inflationsbereinigt wird. In § 9 verpflichtet sich Dänemark, nach Übernahme des Rohstoffbereichs gegen Bezahlung Beratung und andere Leistungen bzgl. Rohstoffen für Grönland anzubieten, während Forschung mit besonderer Relevanz kostenlos sein soll. Sobald der Bloktilskud sich durch die Reduzierungen infolge von Rohstoffaktivitäten auf 0 Kr. verringert hat, sind nach § 10 neue Verhandlungen über die wirtschaftliche Relation zwischen beiden Ländern einzuleiten.
Das vierte Kapitel umfasst sechs Kapitel und behandelt die grönländische Außenpolitik. Laut § 11 kann Grönland in außenpolitischen Fragen mitverhandeln und es soll eine Zusammenarbeit zwischen Grönland und Dänemark bestehen, um beider Seiten Interessen zu wahren. Dabei muss jedoch Dänemarks verfassungsrechtliche Rolle als Vertreter der Rigsfællesskabet beachtet werden. In § 12 heißt es, dass Grönland selbstständig als Vertreter der Rigsfællesskabet handeln kann in außenpolitischen Angelegenheiten, die ausschließlich Grönland und vollständig übernommene Verantwortungsbereiche betreffen. Wenn sie auch die Färöer betreffen, sollen beide gemeinsam verhandeln. Dänemark ist bei sämtlichen Verhandlungen zu unterrichten. Für außenpolitische Fragen, die verfassungsgemäß unter dänischer Verantwortung liegen, kann Grönland laut § 13 bei besonderem Interesse mitwirken. Dabei kann die Verhandlungsführung in Angelegenheiten, die ausschließlich Grönland betreffen, so weit wie möglich an Grönland übertragen werden. Grönland hat ein Mitspracherecht bei Angelegenheiten mit besonderer Bedeutung für Grönland und Dänemark sollte ein Übergehen der grönländischen Meinung in größtmöglichem Umfang vermeiden. Laut § 14 kann Dänemark Grönland soweit verfassungsmäßig möglich erlauben, Mitglied in internationalen Organisationen zu werden. In dänischen Auslandsbotschaften können gemäß § 15 grönländische Vertreter für die Wahrnehmung grönländischer Interessen angestellt werden, für die Grönland auf dänisches Verlangen finanziell aufzukommen hat. § 16 festigt noch einmal, dass sich Grönland an die dänische Verfassung gebunden ist und internationale Abkommen mit Auswirkungen auf Dänemark nicht ohne dänisches Mitspracherecht beschlossen werden können.
Das fünfte Kapitel hat zwei Paragrafen und behandelt das juristische Verhältnis von Grönland und Dänemark. Dänische Gesetze, die auch für Grönland gelten sollen, müssen laut § 17 Grönland vor dem Beschluss vorgelegt werden. Sofern sie ausschließlich Grönland betreffen oder besondere Bedeutung für Grönland haben, können sie ohne Absprache mit der grönländischen Regierung nicht vorgeschlagen werden. Selbiges gilt laut § 18 auch für administrative Vorschriften.
Das sechste Kapitel hat einen Paragrafen und bestimmt, wie Streitfragen bzgl. Zuständigkeit geklärt werden sollen. Wie bereits zuvor wird laut § 19 ein Rat ernannt, dem zwei grönländische, zwei dänische Vertreter und drei Richter des Højesterets angehören. Können sich die vier Vertreter einig werden, ist der Fall geklärt, andernfalls entscheiden die Richter.
Das siebte Kapitel enthält ebenfalls nur einen Paragrafen. In § 20 heißt es, dass Grönländisch die offizielle Sprache in Grönland ist.
Das achte Kapitel umfasst einen Paragrafen und behandelt die Entlassung Grönlands in die Unabhängigkeit. Laut § 21 wird die Entscheidung hierüber vom grönländischen Volk getroffen. Sollte ein solcher Wunsch vorliegen, werden zwischen Dänemark und Grönland Verhandlungen aufgenommen. Für die Unabhängigkeit müssen sowohl das grönländische als auch das dänische Parlament zustimmen und in Grönland muss eine Volksabstimmung dazu stattfinden. Mit der Unabhängigkeit würde Grönland das Hoheitsrecht über Grönland übernehmen.
Das neunte Kapitel hat acht Paragrafen. In § 22 heißt es, dass das Gesetz am 21. Juni 2009 inkrafttritt. Laut § 23 wird damit das Hjemmestyreloven von 1978/79 aufgehoben. Bis zur Übernahme des Rohstoffbereichs bleibt die bisherige Regelung dazu gemäß § 8 des Hjemmestyrelovens in Kraft. Grönland behält das Recht auf die volle Machtausübung in den gemäß § 4 übernommenen Bereichen und erhält es in den gemäß § 5 übernommenen Bereichen. Laut § 24 wird auch das Änderungsgesetz von 2005 aufgehoben, laut § 25 auch § 22 des Rohstoffgesetzes vom 18. Juni 1998, laut § 26 ein weiteres Gesetz zu Kohleaktivitäten in Grönland vom 9. Februar 1999, ebenso laut § 27 das Gesetz Nr. 502 für den Bloktilskud für 2008 und 2009 vom 6. Juni 2007. Gemäß § 28 bleiben übrige Bestimmungen zu Grönland mit den Änderungen aus diesem Gesetz in Kraft, bis sie geändert oder aufgehoben werden. Sollte während einer laufenden politischen Beschlussfindung der entsprechende Verantwortungsbereich nach Grönland überführt werden, wird er gemäß § 29 von Grönland aus fertigbehandelt, es sei denn, per Absprache wird etwas anderes beschlossen.

### Punkte von größerer Bedeutung

#### Übernahme von Verantwortungsbereichen, Bloktilskud und Rohstoffe
Die drei Punkte waren diesmal deutlich mehr verknüpft als noch im Hjemmestyreloven. In der Hjemmestyre wurde unterschieden zwischen nach § 4 und nach § 5 übernommenen Bereichen. Während Grönland für die Bereiche nach § 4 selbst zahlen musste, erhielt es für die nach § 5 übernommenen Bereiche jeweils einen bestimmten Geldbetrag im Rahmen des Bloktilskuds, allerdings gehörten diese Bereiche dennoch weiterhin unter dänische Ministerverantwortung. Im Selvstyreloven wurde diese Unterscheidung aufgehoben. Grönland erhielt die gesamte Verantwortung für alle Bereiche. Zugleich wurde der aktuelle Betrag des Bloktilskuds eingefroren und kann abgesehen von der Inflationsbereinigung nicht mehr erhöht werden. Stattdessen sinkt er in Verbindung mit den Einnahmen aus der Rohstoffförderung. Grönland erhielt damit erstmals das bereits in den 1970ern gewünschte Recht am eigenen Untergrund. Zugleich erhält Grönland keine zusätzlichen Gelder mehr bei der Übernahme von Bereichen, wie es noch während der Hjemmestyre der Fall gewesen war, was zur Folge hat, dass mit jedem übernommenen Bereich auch eine finanzielle Mehrbelastung mitübernommen wird. Infolgedessen sind bisher kaum Bereiche übernommen worden (s. u.).

#### Unabhängigkeit
Das grönländische Volk wurde mit dem Selvstyreloven erstmals offiziell als solches anerkannt, während im Hjemmestyreloven lediglich von einer kulturellen Sonderstellung Grönlands die Rede war. Die Grönländer erhielten mit dem Gesetz die Entscheidung über die totale Unabhängigkeit. Diese liegt folglich alleine in grönländischer Verantwortung.

## Weitere Entwicklung nach der Einführung

### Übernahme von Verantwortungsbereichen
Grönland hat das Recht bekommen, eine Reihe weiterer Bereiche zu übernehmen, die im Hjemmestyreloven noch nicht genannt waren. Folgende Bereiche sind seit 2009 übernommen worden:
| Bereich                               | Datum          |
| ------------------------------------- | -------------- |
| Rohstoffe                             | 1. Januar 2010 |
| Arbeitsbedingungen für Offshorearbeit | 1. Januar 2010 |

Folgende Bereiche können zusätzlich übernommen werden:
- ohne Verhandlungen mit Dänemark
  - Arbeitsunfallversicherung
  - übrige Bereiche im Gesundheitswesen (kann in Teilen übernommen werden)
  - Verkehr
  - Vermögensrecht
  - Tauchgebiete
- nach Verhandlungen mit Dänemark
  - Strafvollzug
  - Passwesen
  - Polizei und Staatsanwaltschaft sowie die dazugehörigen Teile der Strafrechtspflege
  - Rechtspflege, darunter Einrichtung von Gerichten
  - Strafrecht
  - Ausländerwesen und Grenzkontrollen
  - Personenrecht
  - Familienrecht
  - Erbrecht
  - Anwaltsrecht
  - Waffen
  - radiobasierte maritime Not- und Sicherheitsdienste
  - Radiokommunikation
  - Gesellschaftsrecht, Rechnungswesen und Wirtschaftsprüferordnung
  - Nahrungsmittel- und Veterinärwesen (kann in Teilen übernommen werden)
  - Luftfahrt
  - geistiges Eigentum
  - Urheberrecht
  - Schiffswracks, Wrackteile und Tiefenverringerungen
  - Seesicherheit
  - Schiffsregistrierung und seerechtliche Verhältnisse
  - Kartierung
  - Wasserstraßenmarkierung, Leuchttürme und Lotsenwesen
  - Meeresumwelt
  - Regulierung des Finanzmarkts und Finanzmarktaufsicht (kann in Teilen übernommen werden)
  - Rohstoffe (bereits übernommen)
  - Arbeitsbedingungen (kann in Teilen übernommen werden; teils übernommen)
  - Meteorologie

### Bestrebungen in Richtung Unabhängigkeit
Innerhalb der grönländischen Politik gibt es sehr unterschiedliche Tendenzen bei den einzelnen Parteien in der Frage, ob Grönland unabhängig werden sollte. Unter den nach der Wahl 2021 im Parlament vertretenen Parteien steht die Naleraq für eine zeitnahe Unabhängigkeit, die Atassut dagegen, während Inuit Ataqatigiit, Siumut und Demokraatit die Unabhängigkeit auf lange Sicht anvisieren, sobald sie wirtschaftlich möglich ist. Die von 2018 bis 2021 vertretenen Parteien Nunatta Qitornai und Suleqatigiissitsisut sprachen sich sehr deutlich für bzw. gegen die Unabhängigkeit aus.
Die Unabhängigkeit ist aus mehreren Gründen umstritten. Grönland hat ein äußerst großes Territorium (etwa die sechsfache Fläche Deutschlands), aber nur rund 56.000 Einwohner (vergleichbar mit der Einwohnerzahl von Görlitz), was einerseits eine geringe Menge menschlicher Ressourcen für den Aufbau eines vollständigen Staatsapparats bedeutet, andererseits die Souveränitätsausübung erschweren kann. Darüber hinaus ist die Wirtschaftslage Grönlands derzeit stark von der Fischerei abhängig und ohne den Bloktilskud könnte sich Grönland nicht selbst finanzieren. Naheliegend wäre somit eine Freie Assoziation mit Dänemark oder den Vereinigten Staaten nach dem Vorbild einiger Länder in Ozeanien, die Grönland internationale Anerkennung gewährt, wobei jedoch auch wirtschaftliche und militärische Unterstützung geleistet werden kann.
Im Winter 2017 beschloss das Inatsisartut die Bildung einer Verfassungskommission, die einen Entwurf für eine grönländische Verfassung schaffen sollte. Die Arbeit gelangte jedoch relativ schnell ins Stocken, zumal die Suleqatigiissitsisut und die Atassut wegen ihres Strebens gegen die Unabhängigkeit die Kommission verließen. Die Verfassung könnte erst zu dem Zeitpunkt gebraucht werden, wo Grönland tatsächlich unabhängig werden will, und der Beschluss der Verfassung wäre de facto eine Unabhängigkeitserklärung.